# Église Saint-Julien de Domfront
Pour les articles homonymes, voir Église Saint-Julien.
L'église Saint-Julien est une église catholique située à Domfront, en France.

## Localisation
L'église est située dans le département français de l'Orne, sur la commune de Domfront.

## Architecture
L'église actuelle a été construite entre 1924 et 1926 par l'architecte Albert Guilbert (1866-1949), contemporain d'Auguste Perret, en remplacement de l'ancienne église du XVIIIe siècle, endommagée par une tempête. Le nouvel édifice est construit en béton armé Hennebique.
L'église présente un plan carré, d'inspiration byzantine. Son décor intérieur est dû au mosaïste et peintre-verrier Jean Gaudin. L'abside du chœur est ornée d'une figure du Christ Pantocrator dans un style néo-byzantin.

## Historique
Achevée en 1926, l'église est consacrée le 30 septembre 1933. 
L'édifice est classé au titre des monuments historiques en 1993 et est labellisé « Patrimoine du XXe siècle ».
En raison des dégradations du béton armé, l'église est fermée en mars 2006 par mesure de sécurité. Une importante campagne de restauration, de 2011 à 2013, a permis la sauvegarde du bâtiment, qui est à nouveau ouvert au public depuis le 29 septembre 2013. 
Une seconde phase de restauration est prévue pour nettoyer le décor intérieur.